# Charles Horter
Charles John Horter (* 27. April 1948 in Philadelphia) ist ein ehemaliger US-amerikanischer Segler.

## Erfolge
Charles Horter, der Mitglied im Island Heights Yacht Club war, nahm an den Olympischen Spielen 1972 in München neben John Marshall als Crewmitglied des US-amerikanischen Bootes der Drachen-Klasse mit Skipper Donald Cohan teil. Die im Olympiazentrum Schilksee in Kiel stattfindende Regatta beendeten sie auf dem dritten Platz hinter dem australischen Boot mit Skipper John Cuneo und dem von Paul Borowski angeführten ostdeutschen Boot, womit sie die Bronzemedaille gewannen.
Horter schloss 1970 sein Studium an der Drexel University ab. Im Anschluss betätigte er sich in der Immobilienbranche.